# Janetschekia monodon
Janetschekia monodon är en spindelart som först beskrevs av O. Pickard-Cambridge 1872.  Janetschekia monodon ingår i släktet Janetschekia och familjen täckvävarspindlar. Inga underarter finns listade i Catalogue of Life.